# Trichoniscus sulcatus
Trichoniscus sulcatus là một loài chân đều trong họ Trichoniscidae. Loài này được Verhoeff miêu tả khoa học năm 1917.